# 藤弥美里
藤弥 美里（ふじや みさと、1980年5月8日 - ）は、日本の女性歌手。福岡県北九州市出身。血液型はO型。

## 概要
中学・高校で音楽に目覚め、卒業後に上京して、プロの歌手を目指す。最初はバックコーラスで活躍していたが、後にソロ歌手としてデビューを果たす。2ndシングル「始まりの風よ吹け」の発売から、心機一転で芸名をそれまでの「藤谷美里」から、現在の「藤弥美里」に改名する（かなり字画を気にする性格らしい）。ちなみに「藤夜美里」という候補もあった（『GiftにじいろStation』より）。ニックネームは「みさちゃん（さくらりの命名）」。

## 作品

### シングル
| 枚  | 発売日         | タイトル               | 規格品番   |
| --- | -------------- | ---------------------- | ---------- |
| ＊  | 2002年12月28日 | went away/未来この星で | SCDC-10015 |
| 1st | 2005年8月24日  | 始まりの風よ吹け       | LACM-4212  |
| 2nd | 2006年1月12日  | 七色のリボン           | LACA-5462  |
| 3rd | 2006年10月25日 | 虹色                   | LACM-4303  |
| 4th | 2006年11月22日 | ココロ虹を架けて       | LACM-4319  |

### コンピレーション
| 発売日        | 商品名                              | 歌       | 楽曲                 | 備考                                          |
| ------------- | ----------------------------------- | -------- | -------------------- | --------------------------------------------- |
| 2005年7月21日 | Gift〜ギフト〜 ミニボーカルアルバム | 藤谷美里 | 「たとえば、突然。」 | PCゲーム『Gift 〜ギフト〜』オープニングテーマ |
| 2005年7月21日 | Gift〜ギフト〜 ミニボーカルアルバム | 藤谷美里 | 「予報のない嵐」     | PCゲーム『Gift 〜ギフト〜』挿入歌             |

## 出演

### ラジオ
- GiftにじいろStation（パーソナリティ担当、2005年10月11日 - 2006年5月23日）
- Giftにじいろホームルーム

など